# Jose Abad Santos (Davao Occidental)
Jose Abad Santos is een gemeente in de Filipijnse provincie Davao Occidental op het eiland Mindanao. Bij de laatste census in 2007 had de gemeente bijna 63 duizend inwoners.

## Geografie

### Bestuurlijke indeling
Jose Abad Santos is onderverdeeld in de volgende 26 barangays:
| - Balangonan - Buguis - Bukid - Butuan - Butulan - Caburan Big - Caburan Small - Camalian - Carahayan - Cayaponga - Culaman - Kalbay - Kitayo | - Magulibas - Malalan - Mangile - Marabutuan - Meybio - Molmol - Nuing - Patulang - Quiapo - San Isidro - Sugal - Tabayon - Tanuman |

## Demografie
Jose Abad Santos had bij de census van 2007 een inwoneraantal van 62.513 mensen. Dit zijn 5.366 mensen (9,4%) meer dan bij de vorige census van 2000. De gemiddelde jaarlijkse groei komt daarmee uit op 1,25%, hetgeen lager is dan het landelijk jaarlijks gemiddelde over deze periode (2,04%). Vergeleken met de census van 1995 is het aantal mensen met 14.680 (30,7%) toegenomen.

De bevolkingsdichtheid van Jose Abad Santos was ten tijde van de laatste census, met 62.513 inwoners op 600,06 km², 104,2 mensen per km².